# الفروع القذالية للشريان القذالي
الفروع القذالية للشريان القذالي (بالإنجليزية: Occipital branches of occipital artery)‏‏ هو شريان يتفرعُ من شريان قذالي.